# Sertão da Farinha Podre
Sertão da Farinha Podre e Julgado do Desemboque eram denominações dadas à região compreendida entre o Alto Paranaíba e o atual Triângulo Mineiro, uma das regiões de planejamento do estado de Minas Gerais, mas que já pertenceu à Capitania de Goiás até 1816.

## História
A região era passagem da Estrada do Anhanguera, que ligava São Paulo às Minas de Goiases, nas expedições motivadas pela extração de minérios. O lugar também era a região do Sertão do Gentio Caiapó, território do povo caiapó.

## Origem do nome
Conta-se que o nome se origina de um fato ocorrido em uma das regulares expedições à região, datada em 1807. Ao percorrerem lugares ainda inexplorados, os membros dessas expedições costumavam marcar o caminho com alimentos secos, para que servissem de referência para o trajeto da volta. Certa feita, ao enterrarem fardos de farinha de milho nas margens de um ribeirão, encontraram-na apodrecida ao regressarem. Toda a região, a partir de então, passou a ser conhecida como Sertão da Farinha Podre.
Outra hipótese seria uma referência ao extinto concelho português de Farinha Podre.